# Old boot wine
Old boot wine is het tweede studioalbum van Spirogyra. Het album is opgenomen in het voorjaar van 1972 in de Morgan Studios te Londen. De band schakelde hun toenmalige manager Max Hole in als muziekproducent. Die gaf later toe eigenlijk geen andere bijdrage te hebben geleverd, dan de dames en heren in de geluidsstudio te krijgen. Hole zou later Camel vertegenwoordigen, weer later Simply Red en zou uiteindelijk een hoge baas worden bij Universal Music.
De muziek van de band is een allegaartje, folk wordt vermengd met progressieve en psychedelische rock, destijds omschreven als Canterbury-scene. Er zijn ook nog invloeden te horen van spacerock a la Gong. Dat is niet zo vreemd, Barbara was bevriend met Steve Hillage. De band had ten tijde van de opnamen geest vaste drummer. Dave Mattacks van Fairport Convention trad op als gastmuzikant. 

## Musici
- Martin Cockerham – zang, akoestische gitaar
- Barbara Gaskin – zang
- Mark Francis – zang, elektrische gitaar, toetsinstrumenten
- Steve Borrill – basgitaar

Met
- Dave Mattacks – slagwerk
- Julian Cusack – viool, toetsinstrumenten, strijkarrangementen
- Alan Laing – cello
- Rick Biddulph – mandoline, dormobile

## Muziek
| Nr. | Titel                            | bonustrack 2013 | Duur |
| --- | -------------------------------- | --------------- | ---- |
| 1.  | Dangerous Dave (Cockerham)       |                 | 4:18 |
| 2.  | Van Allen’s Belt (Cockerham)     |                 | 2:51 |
| 3.  | Runaway (Borrill)                |                 | 4:59 |
| 4.  | Grandad (Cockerham)              |                 | 3:27 |
| 5.  | Wings of thunder (Cockerham)     |                 | 3:14 |
| 6.  | World’s eye (Cockerham)          |                 | 7:37 |
| 7.  | Don’t let it get you (Cockerham) |                 | 4:30 |
| 8.  | Disraeli’s problem (Borrill)     |                 | 4:20 |
| 9.  | A Canterbury tale (Cockerham)    |                 | 4:13 |
| 10. | Counting the cars (Cockerham)    | bonustrack 2013 | 3:07 |
| 11. | Window (Cockerham)               | bonustrack 2013 | 2:11 |
| 12. | Turn again Lane (Cockerham)      | bonustrack 2013 | 7:36 |
| 13. | Melody Maker man (Cockerham)     | bonustrack 2013 | 2:39 |

Dangerous Dave verscheen op single met B-kant Captain’s log.